# Рудолф Андерсън
Рудолф Андерсън-младши (15 септември 1927 г. – 27 октомври 1962 г.) е пилот от на военновъздушните сили на САЩ. Той е първият човек, получил Кръста на военновъздушните сили (САЩ). Андерсън загива, когато неговият разузнавателен самолет Lockheed U-2 е бил свален по време на Карибската криза.

## Биография
Андерсън е роден на 15 септември 1927 г. в Грийнвил, Южна Каролина, САЩ. В младежките си години е бил бойскаут с ранг на Scout Eagle брой отряд 19. През 1948 г. завършва университета „Клермон“. погребан в Грийнвил [6 ноември в Memorial Woodlawn парк. 
На 27 октомври 1962 г. майор Андерсън излита на U-2A (сериен номер 56 – 6676) от авиобазата „Маккой“, в Орландо, и е ударен от съветски SAM -75 в близост до град Банс в Куба.
Андерсън загива, когато шрапнел от експлодиралата бойна глава пронизал компенсаторния му костюм, което причинило намаляване на налягането на голяма надморска височина. Смъртта на Андерсън е докладвана от генералния секретар на ООН У Тант след посещение на Куба на 31 октомври 1962 г.
По заповед на президента Кенеди майор Андерсън бил посмъртно награден с първия кръст на Военновъздушните сили – медал за отлични услуги Purple Heart и наградата Cheney.
Между 27 септември и 11 ноември 1962 г. при аварии са загинали още единадесет членове на екипажа на три разузнавателни самолета B-47 Stratojet на 55-о разузнавателно крило.
Паметникът на майор Андерсън е разположен в парк „Кливланд“, в Грийнвил. Самолет F-86 Sabre е монтиран на паметника. На такъв самолет Андерсън лети по време на Корейската война.
Името на Андерсън носи ескадрилата „Арнолд“.

## Развалини на самолета
Няколко фрагмента от самолета на майор Андерсън могат да се видят в музеите на Куба. Двигателят и част от опашката U-2 се съхраняват в Музея на революцията в Хавана. Дясното крило, част от опашката и предната площадка се намират в Музея на авиацията в Хавана.
- Двигателят от U-2 в Музея на революцията в Хавана
- Мемориалът на майор Андерсън

## В популярната култура
Смъртта на Андерсън е показана във филма „Тринадесет дни“, с Чип Естен като майор Андерсън.